# Província de Puntarenas
La província de Puntarenas és una subdivisió de Costa Rica. Limita amb les províncies de Guanacaste, San José, Alajuela, Limón i la Província de Chiriquí (Panamà).

## Divisió administrativa
La província de Puntarenas està dividida en 11 cantons i 43 districtes. Els cantons són:
- Puntarenas, Puntarenas
- Esparza, Esparza
- Buenos Aires, Buenos Aires
- Montes de Oro, Miramar
- Osa, Puerto Cortés
- Aguirre, Quepos
- Golfito, Golfito
- Coto Brus, San Vito
- Parrita, Parrita
- Corredores, Ciudad Neily
- Garabito, Jacó